# Andre Spight
Andre Spight Mkrtchyan (Burbank, California, 17 de febrero de 1995) es un baloncestista estadounidense nacionalizado armenio, que pertenece a la plantilla del Biguá de la Liga Uruguaya de Básquetbol. Con 1,91 metros de estatura, juega en la posición de escolta.

## Trayectoria deportiva

### Universidad
Jugó dos temporadas en el pequeño college de South Plains, en Texas, siendo el segundo mejor anotador del equipo en su temporada sophomore promediando 14,8 puntos y 3,6 asistencias por partido. En 2015 pasó a formar parte de los Sun Devils de la Universidad Estatal de Arizona, donde jugó una temporada en la que promedió 6,6 puntos y 1,3 asistencias por partido.
En 2016 fue transferido a los Bears de la Universidad del Norte de Colorado, donde tuvo que permanecer una temporada en blanco por la normativa de la NCAA. Jugó una última temporada en la que promedió 22,5 puntos, 3,9 rebotes, 3,7 asistencias y 1,2 robos de balón por partido. Fue elegido mejor debutante de la Big Sky Conference e incluido en el mejor quinteto de la conferencia.

### Profesional
Tras no ser elegido en el Draft de la NBA de 2018, jugó con Denver Nuggets en las Ligas de Verano de la NBA,  disputando un único partido en el que consiguió 6 puntos y 2 asistencias. Tras un fallido fichaje con el Mornar Bar montenegrino, con los que jugó la pretemporada, inició su carrera profesional en el Helsinki Seagulls de la Korisliiga finesa en septiembre de 2018, con los que disputó seis partidos en los que promedió 21,8 puntos y 4,2 rebotes.
En noviembre de 2018 dejó el equipo para firmar contrato con el Istanbul B.B. de la Basketbol Süper Ligi turca.
Durante la temporada 2019-20 disputó la ProB francesa con el Rouen Métrople Basket, en la que promedió 17’9 puntos, 2’7 rebotes y 2’7 asistencias en 28 minutos de juego.
El 15 de enero de 2021, llega a España para jugar en las filas del Club Ourense Baloncesto de la Liga LEB Oro, hasta el final de la temporada.
El 14 de agosto de 2021 firma por el Twarde Pierniki Toruń de la PLK polaca. Sin embargo sólo jugó dos partidos oficiales, antes de dejar el club. 
El 14 de agosto de 2023 firma por el Obras Basket de la Liga Nacional de Básquet de Argentina. Culminada la temporada en Argentina, su siguiente destino fueron los Mineros de Zacatecas de la Liga Nacional de Baloncesto Profesional de México, a donde arribó el 13 de agosto de 2024.

## Selección nacional
Spight representa a Armenia a nivel internacional. Lideró a su equipo en la conquista del Campeonato Europeo de Baloncesto de los Países Pequeños en 2016 y 2022. 